# 瑙鲁护照
瑙鲁護照，是由瑙鲁政府向其公民發出的國際旅行證件。

## 用戶資料頁
- 護照類型
- 發出國家號碼
- 護照號碼
- 姓名
- 國籍
- 身高（米）
- 出生日期（日.月.年）
- 身份證號碼（和認辨證的一樣）
- 性別（男）或（女）
- 出生地點（城市、國家）
- 發出日期（日.月.年）
- 發出地點
- 有效日期（日.月.年）
- 電子簽名

## 簽證頁面
根据2025年1月8日发布的亨利护照指数，瑙鲁护照可免签证、落地签证或电子签证入境89个国家和地区，位居世界第56，与牙买加护照并列。
免签证或落地签证国家或地区：

### 亚洲
- 香港 三个月
- 澳门 落地签证21天
- 泰国 落地签证15天
- 日本 過境三天免簽
- 韩国 30天
- 菲律宾 21天
- 新加坡 （英联邦）31天
- 马来西亚 落地签证30天
- 马尔代夫 （英联邦）落地签证30天
- 塞浦路斯 （英联邦）3个月
- 尼泊尔 25-60天
- 柬埔寨 落地签证30天
- 不丹王国 落地签证30天

### 美洲
- 牙买加 （英联邦）3个月
- 多米尼加 （英联邦）3个月
- 开曼群岛 （英联邦）3个月
- 圣吉斯尼维斯 （英联邦）3个月
- 圣文森 （英联邦）3个月
- 安提瓜 （英联邦）3个月
- 格林纳达 （英联邦）3个月
- 圭亚那 （英联邦）3个月
- 巴哈马 （英联邦）3个月
- 百慕大 （英联邦）3个月
- 圣露西亚 （英联邦）3个月
- 千里达 （英联邦）3个月
- 荷属安地列斯 14天
- 蒙特塞拉特 14天
- 列华群岛 14天
- 巴巴多斯 28天
- 巴拿马 30天
- 伯利兹 3个月
- 英属维东群岛 90天

### 欧洲
- 英国 3个月
- 爱尔兰 3个月
- 马尔他 （英联邦）3个月
- 直布罗陀 （英联邦）3个月 天
- 丹麦 也可在香港使馆申请签证

### 大洋洲
- 新西兰 （英联邦）3个月
- 斐济 4个月
- 密克罗尼西亚 14天
- 澳大利亚 过境8小时
- 马绍尔群岛 30天
- 美属萨摩亚 30天
- 塞班 （美属）30天
- 帕劳共和国 （美国托管）14天
- 诺福群岛 （澳洲）30天
- 库克群岛 （新西兰）30天
- 新克里多尼亚 （法国）3个月
- 西萨摩亚 （英联邦）30天
- 瓦努阿图 （英联邦）30天
- 汤加王国 （英联邦）30天
- 所罗门群岛 （英联邦）3个月
- 图瓦鲁 （英联邦）3个月
- 塞里巴斯 （英联邦）30天
- 关岛 （美国）30天

### 非洲
- 埃及 落地过境7天
- 突尼西亚 3个月
- 博茨瓦纳 3个月
- 马拉威 6个月
- 坦桑尼亚 3个月
- 吉布提 3个月
- 南非 可在驻港领事馆签证
- 斯威士兰 （英联邦）30天
- 塞舌尔 （英联邦）30天
- 肯尼亚 （英联邦）落地签证3个月
- 莱索托 （英联邦）3个月
- 津巴布韦 （英联邦）3个月
- 塞拉利昂 （英联邦）3个月
- 毛里求斯 （英联邦）3个月
- 赞比亚 （英联邦）3个月

## 語言
跟從瑙鲁的標準，護照內包含了瑙鲁的两种官方語言，不過封面上的文字只有英文，但其翻譯則在第一頁上。而用戶資料頁就只使用了英文，其他語言在護照最後的三頁上。

## 申請
所有的瑙鲁公民都合資格申請。